# Loco (Kidd Keo)
Loco è un singolo del rapper spagnolo Kidd Keo, pubblicato il 28 febbraio 2020.

## Descrizione
Il brano è stato prodotto da Sick Luke e ha visto la partecipazione del gruppo musicale italiano Dark Polo Gang.

## Video musicale
Il videoclip, diretto da The Astronauts e girato a Milano, è stato pubblicato in concomitanza con il singolo attraverso il canale YouTube del rapper.

## Tracce
1. Loco (ft. Dark Polo Gang) – 3:34